# Полярографія
Полярогра́фія (рос. полярография, англ. polarography; нім. Polarographie f) — електрохімічний метод якісного та кількісного аналізу, а також вивчення кінетики хімічних процесів, що ґрунтуються на вивченні вольтамперних кривих (полярограм), що виражають залежність сили струму від постійної напруги, прикладеної до електролітичної комірки.
Одним з електродів, до яких прикладається напруга, є крапельний ртутний катод, що постійно поновлюється (застосовуються також платинові електроди), а другий — анод з великою поверхнею i сталим потенціалом.
Полярографію використовують, наприклад, для визначення домішок металів. Також вона знаходить широке застосування в аналізі об'єктів навколишнього середовища, руд, мінералів, гірських порід. Її використовують у автоматичних аналізаторах концентрації компонентів у розчинах, а також аналізаторах, що встановлюються безпосередньо в технологічних потоках.

## З історії полярографії
«Батьком» полярографії є чеський хімік Ярослав Гейровський. 1922 року, досліджуючи електроліз на ртутнокрапельному електроді, він встановив залежність між потенціалами відновлення та окислення речовин та їх природою, а також між величиною дифузійного струму та концентрацією речовини в електроліті. Це відкриття послужило основою розробки методів полярографії. У 1950—1967 роках Гейровський був директором Державного полярографічного інституту в Празі.
1932 року в Одесі в Інституті рідкісних елементів було організоване виробництво перших вітчизняних полярографів. На I. Всесоюзній конференції з полярографічного аналізу в Москві розглядалися теоретичні питання, пов'язані з розрахунком коефіцієнтів дифузії, відновленням кисневмісних аніонів на ртутному катоді. Деякі доповіді були присвячені застосуванню полярографічного методу для аналізу мінеральної сировини і використанню його в металургійному виробництві.
Теорією амальгамної полярографії упродовж багатьох років займався А. Г. Стромберг. Він вивчив електродні процеси на амальгамному краплинному електроді й одержав вагомі результати. На основі теорії уповільненого розряду — іонізації з урахуванням концентраційної поляризації — Стромберг вивів рівняння необоротної анодно-катодної хвилі на амальгамному краплинному електроді без урахування і з урахуванням величини дифузного потенціалу.
Новим напрямком у полярографії є метод амальгамної полярографії з нагромадженням речовини на нерухомій ртутній краплі. Метод полягає в попередньому електролітичному осадженні малих кількостей речовини на стаціонарній ртутній краплі з реєстрацією кривих анодного розчинення амальгами при потенціалі, що безупинно змінюється. С. І. Синякова, Е. Н. Виноградова і Г. В. Прохорова запропонували рівняння для розрахунку концентрації металу в амальгамі. Стромберг зі співробітниками вивів рівняння, що показує залежність анодного струму від часу електролізу, обсягу розчину і радіуса ртутної краплі з урахуванням зміни концентрації металу в розчині під час попереднього електролізу.
Полярографічний метод став одним з найпоширеніших методів аналізу рідкісних елементів, металів, сплавів і мінеральної сировини. В Україні полярографічним методом аналізу займався Є Скобець.